# Бахарське газоконденсатонафтове родовище
Баха́рське газоконденса́тона́фтове родо́вище — розташоване в Азербайджані в акваторії Каспійського моря, неподалік м. Баку. Входить в Прикаспійську нафтогазоносну провінцію. Відкрите в 1968, розробляється з 1969 року.

## Характеристика
Контролюється брахіантикліналлю, ускладненою порушеннями і приуроченою до Фатмаї-Зихського антиклінального поясу. Виявлені 8 покладів у відкладах пліоцену на глиб. 3600-4800 м. Поклади пластові склепінчасті, тектонічно екрановані. Колектори порові (пісковики і алевроліти). Газоводяний контакт верх. покладу 3610 м, нижнього — 5050 м. Початковий пластовий тиск відповідає гідростатичному. t — 82-100 °C. Склад газу (%): СН4 — 94,7, С2Н6+ вищі — 5,0-3,25; СО2 — 0,05-0,2. Густина конденсату 760—800 кг/м³, вміст S до 0,03 %. Нафта містить 0,16 % S, парафіну до 23 %; густина нафти 863 кг/м³.

## Технологія розробки
Технологія розробки свердловинна.